# Стройная литория
Стройная литория (лат. Litoria adelaidensis) — лягушечка из рода бесхвостых земноводных из семейства квакш.
Встречается на юго-западе Австралии, ведет сумеречный образ жизни.
Рацион составляют различные насекомые. Имеют очень маленькие пальцевые диски, размеры квакши до 40—47 мм. Размножение происходит в начале весны.